# Europese kampioenschappen baanwielrennen 2012
De Europese kampioenschappen baanwielrennen 2012 waren een editie van de Europese kampioenschappen baanwielrennen georganiseerd door de UCI. Ze werden van 19 t/m 21 oktober 2012 gehouden op de wielerbaan Cido Arena in het Litouwse Panevėžys.

## Medaillewinnaars

### Mannen
| Onderdeel            | Goud                                                              | Zilver                                                              | Brons                                                           |
| -------------------- | ----------------------------------------------------------------- | ------------------------------------------------------------------- | --------------------------------------------------------------- |
| Sprint               | Denis Dmitrjev                                                    | Max Niederlag                                                       | Christos Volikakis                                              |
| Teamsprint           | Duitsland Joachim Eilers Max Niederlag Tobias Wächter             | Polen Maciej Bielecki Kamil Kuczynski Damian Zieliński              | Verenigd Koninkrijk Matthew Crampton Lewis Oliva Callum Skinner |
| Keirin               | Tobias Wächter                                                    | Joachim Eilers                                                      | Denis Dmitrjev                                                  |
| Omnium               | Lucas Liss                                                        | Artur Ershov                                                        | Gediminas Bagdonas                                              |
| Ploegenachtervolging | Rusland Artur Ershov Valery Kaykov Aleksej Markov Aleksandr Serov | Duitsland Maximilian Beyer Henning Bommel Lucas Liss Theo Reinhardt | Italië Liam Bertazzo Ignazio Moser Paolo Simion Elia Viviani    |
| Puntenkoers          | Elia Viviani                                                      | Kirill Sveshnikov                                                   | Sergej Lagkoeti                                                 |
| Koppelkoers          | Tsjechië Martin Bláha Jiří Hochmann                               | Rusland Artur Ershov Valery Kaykov                                  | Italië Elia Viviani Angelo Ciccone                              |

### Vrouwen
| Onderdeel            | Goud                                                          | Zilver                                                 | Brons                                                   |
| -------------------- | ------------------------------------------------------------- | ------------------------------------------------------ | ------------------------------------------------------- |
| Sprint               | Olga Panarina                                                 | Anastasia Vojnova                                      | Simona Krupeckaitė                                      |
| Teamsprint           | Litouwen Gintarė Gaivenytė Simona Krupeckaitė                 | Rusland Anastasia Vojnova Darja Sjmeleva               | Frankrijk Olivia Montauban Sandie Clair                 |
| Keirin               | Simona Krupeckaitė                                            | Ekaterina Gnidenko                                     | Elena Brezhniva                                         |
| Omnium               | Tatsiana Sharakova                                            | Aušrinė Trebaitė                                       | Katarzyna Pawłowska                                     |
| Ploegenachtervolging | Litouwen Vaida Pikauskaitė Vilija Sereikaitė Aušrinė Trebaitė | Polen Eugenia Bujak Edyta Jasinska Katarzyna Pawłowska | Wit-Rusland Alena Dylko Aksana Papko Tatsiana Sharakova |
| Puntenkoers          | Stephanie Pohl                                                | Evgenia Romanyuta                                      | Elke Gebhardt                                           |

## Medaillespiegel
| Plaats | Land                | Goud | Zilver | Brons | Totaal |
| 1      | Duitsland           | 4    | 3      | 1     | 8      |
| 2      | Litouwen            | 3    | 1      | 2     | 6      |
| 3      | Rusland             | 2    | 7      | 2     | 11     |
| 4      | Wit-Rusland         | 1    | 0      | 1     | 2      |
| 5      | Italië              | 1    | 0      | 2     | 3      |
| 6      | Tsjechië            | 1    | 0      | 0     | 1      |
| 7      | Polen               | 0    | 2      | 1     | 3      |
| 8      | Frankrijk           | 0    | 0      | 1     | 1      |
| 8      | Verenigd Koninkrijk | 0    | 0      | 1     | 1      |
| 8      | Griekenland         | 0    | 0      | 1     | 1      |
| 8      | Oekraïne            | 0    | 0      | 1     | 1      |
| Totaal | Totaal              | 12   | 13     | 13    | 38     |

Edities

2010 ·
2011 ·
2012 · 
2013 · 
2014 · 
2015 · 
2016 · 
2017 · 
2018 · 
2019 · 
2020 ·
2021 ·
2022 ·
2023 ·
2024 ·
2025 ·
2026

Onderdelen

Achtervolging (individueel) · 
afvalkoers · 
keirin · 
koppelkoers · 
omnium · 
ploegenachtervolging · 
puntenkoers · 
scratch · 
sprint · 
teamsprint ·  
tijdrijden

Voormalig:
derny ·
stayeren ·
tandem